# 阿什兰 (俄勒冈州)
阿什兰（Ashland）是美国俄勒冈州杰克逊县的一座城市。
根据2000年美国人口普查，阿什兰共有19,522人，其中白人占91.55%、亚裔美国人占1.87%、土著美国人占1.02%。